# Federação de Voleibol da Guiné-Bissau
A Federação de Voleibol da Guiné-Bissau  (FVGB) é  uma organização fundada em 1992 que governa a pratica de voleibol em Guiné-Bissau, sendo membro da Federação Internacional de Voleibol e da Confederação Africana de Voleibol, a entidade é responsável por  organizar  os campeonatos nacionais de  voleibol masculino e feminino no país.